# Воронівка (Новоукраїнський район)
Вороні́вка — село в Україні, у Новоукраїнській міській територіальній громаді Новоукраїнського району Кіровоградської області. Населення становить 341 особу.

## Історія
Станом на 1886 рік у селі, центрі Воронівської волості Єлисаветградського повіту Херсонської губернії, мешкало 195 осіб, налічувалось 40 дворових господарств, існували православна церква, школа та лавка.

## Населення
Згідно з переписом УРСР 1989 року чисельність наявного населення села становила 420 осіб, з яких 202 чоловіки та 218 жінок.
За переписом населення України 2001 року в селі мешкала 341 особа.

### Мова
Розподіл населення за рідною мовою за даними перепису 2001 року:
| Мова       | Відсоток |
| ---------- | -------- |
| українська | 95,31 %  |
| російська  | 2,93 %   |
| молдовська | 1,17 %   |
| білоруська | 0,59 %   |